# Anderson Santos
Anderson Rosa dos Santos, (Pereira Barreto, 30 de novembro de 1978), mais conhecido como Anderson Santos é um ex-jogador brasileiro de futebol.
Nas categorias de base, passou por São Paulo, Corinthians, Palmeiras e Cruzeiro, sendo campeão da Copa São Paulo de Futebol júnior pelo Corinthians.
Como profissional defendeu clubes como, Joinville-SC, Olímpia-SP, Paulista de Jundiaí, Vila Nova-GO, Itumbiara-GO, Vasco-RJ, entre outros.

## Carreira no Itumbiara
Anderson Santos foi contratado pelo Itumbiara para jogar o Campeonato Goiano de 2007, onde mostrou qualidade e confiança na defesa do Itumbiara, e foi um dos jogadores-chave para a conquista inédita do título do Campeonato Goiano para o Itumbiara em 2008, em cima do Goiás com direito a vitória por 3x0 em Goiânia dentro do Serra Dourada.
Teve a função privilegiada de ser o marcador de nada menos que Ronaldo Fenômeno em sua estréia pelo Corinthians na partida válida pela primeira fase
da Copa do Brasil de 2009.

## Carreira no Vasco
Após o vitorioso título Goiano de 2008, Anderson Santos foi comprado pelo Vasco da Gama, no entanto não se firmou no clube que acabou o Campeonato Brasileiro de 2008 sendo rebaixado para série B.
Em janeiro de 2011, assinou com o Juventus para disputa da Copa Paulista de Futebol. Após a desclassificação do Juventus da Copa Paulista de Futebol, Anderson acerta com o Ypiranga para a temporada 2012.